# Henry Edward Duke
Henry Edward Duke, 1:e baron Merrivale, född 5 november 1855, död 20 maj 1939, var en brittisk politiker.
Duke var advokat i London, och invaldes 1900 i underhuset som konservativ ledamot. Utan att ha några talanger som folkledare, skaffade sig Duke anseende genom intellektuell skärpa, tolerans och praktisk duglighet. Trot att Duke var populär även bland sina politiska motståndare ansågs det vara en utmaning, då H.H. Asquiths regering i slutet av juli 1916 utsåg honom att efterträda Augustine Birrell som minister för Irland, en post som stått vakant sedan slutet av april. Dukes avoghet mot de irländska självstyrelsekraven var nämligen allmänt känd, och han fick också i uppdrag att bemöta Sinn Féin med större stränghet än vad företrädarna gjort. I maj 1918 avgick han och belönades med en plats i appellationsdomstolen.